# Ragna Rask-Nielsen
Ragna Marie Jenny Rask-Nielsen (født 13. oktober 1900 i Skive, død 19. maj 1998 i København) var en dansk biokemiker.
Rask-Nielsen var ud af Jensen-familien fra Farsø:
Hendes far var grosserer Emil Carl Jensen og hendes mor var Anna Hansen.
Faren var bror til Johannes V. Jensen, Thit Jensen og Hans Deuvs.
Rask-Nielsens farfar var således dyrlægen Hans Jensen, oldefaren Jens Jensen Væver og fætrene Villum Jensen og Emmerik Jensen.
Rask-Nielsen var enebarn i det velhavende grossererhjem og bogligt begavet. 
Hun blev understøttet af familien i hendes uddannelse, hvor hun tog studentereksamen fra Laura Engelhardts Skole i 1919 og påbegyndte et medicinstudie på Københavns Universitet.
Rask-Nielsen afbrød studiet da hun giftede sig med Hans Christian Rask-Nielsen.
Hun blev i stedet involveret i mandens forskning og tog sig især af dyreforsøg.
Forskningen blev dog kun udgivet i mandens navn. 
I 1944 blev hun skilt fra manden og hun fortsatte en selvstændigt forskningskarriere.
Rask-Nielsen blev uddannet fra Københavns Universitet med magisterkonferens i biokemi.
Det var på afhandlingen "On the Development of Tumors in Various Tissues in Mice" som hun forsvarede den 29. juni 1948.
Peter Ebbesen skrev senere at arbejdet "demonstrerede til fulde den flid, omhu og tankens stringens, der altid karakteriserede hendes forskning".
Hun blev tilknyttet Biokemisk Institut som docent.
I 1963 udgav Rask-Nielsen "Evidence of murine, virus-induced, paraprotein-procucing leukaemia and its relation to other virus-induced leukaemias" i tidsskriftet Nature.
Hun er portrætteret 1909 og 1914 af hendes onkel kunstmaleren Hans Deuvs.